# Анг'ярі
Анг'ярі, Анґ'ярі (італ. Anghiari) — муніципалітет в Італії, у регіоні Тоскана,  провінція Ареццо.
Анг'ярі розташований на відстані близько 190 км на північ від Рима, 75 км на схід від Флоренції, 18 км на північний схід від Ареццо.
Населення — 5665 осіб (2014).
Щорічний фестиваль відбувається 3 травня. 

## Демографія
Населення за роками:

Станом на 1 січня 2023 року в муніципалітеті офіційно проживало 426 іноземців з 54 країн, серед них 188 громадян країн Євросоюзу та 10 громадян України.

## Сусідні муніципалітети
- Ареццо
- Капрезе-Мікеланджело
- Читерна
- Монтеркі
- П'єве-Санто-Стефано
- Сансеполькро
- Субб'яно